# Бари (куче)
Вижте пояснителната страница за други значения на Бари.
Бари (на немски: Barry, 1800-1814) е най-известното куче от породата санбернар. Живеело като спасително куче в манастира Сан Бернар в Алпите на границата на Швейцария с Италия. За 10-те си години служба е спасило 43 души.
Тялото на Бари е запазено и изложено в Природонаучния музей в Берн, Швейцария. Негов паметник има в кучешкото гробище Cimetière des Chiens в Париж.

## Герой
Бари е санбернар, който получава международна слава със смелите си спасявания, които той прави, докато е жив. Картина на него, нарисувана от Салваторе Роса, все още стои в манастира в Алпите.
Бари е експерт в спасяването на хора. Сред най-известните му приключения е това, когато спасява измръзнало момче, затрупано от голямо количество сняг в ледена тераса при голям снеговалеж. Никой човек не могъл да го спаси, но Бари извадил момчето. Тогава имало такъв снеговалеж и ледената тераса била толкова трудна за катерене, че никой монах не могъл да достигне момчето и не идвала помощ. Но Бари успял да го съживи, като го близал с топлия си език и, въпреки всички препятствия, успял да го занесе в манастира.
Това е една от многото истории за спасени от този санбернар. На него са приписани 40 спасявания на хора.

## Описание
Няма историческо доказателство, че Бари наистина е носел ликьор на врата си, за да съживява спасените, докато достигнат манастира. Има 2 версии за смъртта на санбернара. Едната версия е, че през 1812 г. Бари е ранен от спасен и животът му бил застрашен, така че бил пренесен в Берн, където умрял от старост през 1814 г. Според други Бари е убит по време на спасителна акция от затрупан в снега човек, който го помислил за вълк. Освен това се смята, че в последните си години Бари е използван повече за развъждане, отколкото за спасителни операции.
Кучетата, които монасите от манастира Сан Бернар използвали за спасяване, били много по-различни, отколкото днешните представители на породата. След като при инцидент загива голяма част от породата (тогава развъждана само в този манастир), те били кръстосани с мастифи и се получили съвременните санбернари. Името „Бари“ идва от думата "Bäri" на швейцарски немски език означава „мечка“ и описва кучетата с тъмна окраска, които са били тогавашните санбернари.